# Rosenthalerhof
Rosenthalerhof ist ein Wohnplatz in der Ortsgemeinde Kerzenheim im Donnersbergkreis.

## Geographische Lage
Der Rosenthalerhof befindet sich im westlichen Gemeindegebiet im Stumpfwald. Er besteht aus den Straßen Rosenthalerhof und Klostergasse. Am nördlichen Siedlungsrand fließt der Rodenbach vorbei, der auf dieser Höhe zum Rosenthaler Weiher aufgestaut ist.
Baulich ist er inzwischen mit der sich unmittelbar nordöstlichen anschließenden Steinäcker-Siedlung zusammengewachsen. Etwas weiter weg liegt nördlich der Kerzweilerhof.

## Geschichte
Keimzelle des Hofes war das Kloster Rosenthal. Dieses wurde 1241 durch Graf Eberhard IV. von Eberstein (frühere Zählung Eberhard II.), Burgherr zu Stauf, gestiftet. In die Zisterzienserinnenabtei traten in den kommenden Jahrhunderten viele Töchter von Landadeligen ein. Der in der Schlacht bei Göllheim am 2. Juli 1298 gefallene König Adolf von Nassau wurde vorübergehend hier beigesetzt, bis elf Jahre später seine Überführung in den Speyerer Dom möglich wurde. Das Kloster war nachfolgend mehrfach von Kriegswirren betroffen, das Ende brachte dann die Reformation, 1572 erfolgte die Auflösung des Klosters durch den damaligen Landesherrn Graf Philipp IV. von Nassau-Weilburg. Es folgte eine weltliche Weiternutzung als Schaffnerei Rosenthal durch wechselnde Linien des Hauses Nassau, bis 1793 die Inbesitznahme des Linken Rheinufers durch französische Revolutionstruppen die alte Ordnung beendete. Aus dem 1803 im Rahmen der Versteigerung der Nationalguts verkauften ehemaligen Klosteranlage entstand der Rosenthalerhof, der zunächst von Mennoniten bewohnt wurde. An sie erinnert heute noch der auch „Mennonitenfriedhof“ genannte „Alte Friedhof“ Rosenthals.
Der Ort wurde 1989 mit den teilweise in unmittelbarer Nachbarschaft liegenden Wohnplätzen Grauwald-Siedlung, Kerzweilerhof, Steinäcker-Siedlung und Göllheimer Häuschen zum Ortsbezirk Rosenthal zusammengeführt.

## Kultur
Die Ruinen des Klosters Rosenthal stehen unter Denkmalschutz; einige Teile der Denkmalzone sind mit Jahreszahlen nach der Aufgabe des Klosters bezeichnet. Vor Ort befindet sich mit der Baumgruppe Eibe, Linde und Nußbaum ein Naturdenkmal.